# Batalha de Smolensk (1812)
A Batalha de Smolensk foi a primeira grande batalha travada durante a invasão francesa da Rússia. Aconteceu entre 16 e 18 de agosto de 1812, opondo 175 000 soldados do Grande Armée de Napoleão Bonaparte contra 130 000 russos sob comando de Barclay de Tolly, embora menos de 80 mil homens tenham de fato lutado por ambos os lados. Napoleão atacou a cidade de Smolensk com o objetivo de atrair os russos para uma batalha derradeira. Apesar dos franceses terem dominado o campo de batalha, as tropas russas conseguiram evacuar, queimando boa parte da região para não deixar suprimentos para o inimigo.